# Shutter Island
Shutter Island (bra: Ilha do Medo; prt: Shutter Island) é um filme de suspense psicológico neo-noir estadunidense de 2010, dirigido por Martin Scorsese e escrito por Laeta Kalogridis, sendo uma adaptação cinematográfica do romance de 2003 de Dennis Lehane com o mesmo nome. Leonardo DiCaprio interpreta o agente federal Edward "Teddy" Daniels, que está investigando uma unidade psiquiátrica em Shutter Island depois que um dos pacientes desaparece. Mark Ruffalo interpreta seu parceiro oficial; Ben Kingsley é o psiquiatra principal da instituição; Max von Sydow é um médico alemão; e Michelle Williams é a esposa de Daniels. Lançado em 19 de fevereiro de 2010, o filme recebeu críticas positivas da maioria dos críticos de cinema, foi escolhido pelo National Board of Review como um dos dez melhores filmes de 2010, e arrecadou mais de US$294 milhões de dólares.
O filme também é digno de nota por sua trilha sonora, utilizando música moderna clássica (Gustav Mahler) e principalmente de compositores como Krzysztof Penderecki, György Ligeti, John Cage, Ingram Marshall, e Max Richter.

## Sinopse
Em 1954, os agentes federais dos Estados Unidos, Edward "Teddy" Daniels e seu novo parceiro Chuck Aule viajam para o Hospital Ashecliffe para os criminosos insanos em Shutter Island, no Boston Harbor. Eles estão investigando o desaparecimento da paciente Rachel Solando, encarcerada por afogar seus três filhos. Sua única pista é uma nota enigmática encontrada escondida no quarto de Solando: "A lei de 4; quem é 67?". Os dois homens chegam pouco antes de uma enorme tempestade, impedindo seu retorno ao continente por alguns dias.
Teddy e Chuck encontram a equipe em confronto. O psiquiatra John Cawley se recusa a entregar os registros e eles descobrem que o médico de Solando, Lester Sheehan, deixou a ilha em férias imediatamente depois que Solando desapareceu. Eles são informados de que a ala C está fora dos limites e o farol já foi revistado. Enquanto está sendo entrevistado, um paciente escreve a palavra "RUN" no bloco de notas de Teddy. Teddy começa a ter dores de enxaqueca na atmosfera do hospital e desperta visões de suas experiências como soldado do Exército dos EUA durante a libertação do campo de concentração de Dachau, incluindo represálias contra os guardas. Ele tem sonhos perturbadores com sua esposa, Dolores Chanal, que foi morta em um incêndio pelo incendiário Andrew Laeddis. Em um exemplo, ela diz a Teddy que Solando ainda está na ilha - assim como Laeddis, que todos afirmam nunca ter estado lá. Teddy depois explica a Chuck que localizar Laeddis foi seu segundo motivo para levar o caso.
Teddy e Chuck descobrem que Solando ressurgiu sem nenhuma explicação, levando o primeiro a invadir a ala restrita C. Teddy encontra George Noyce, um paciente em isolamento, que afirma que os médicos estão experimentando pacientes, alguns dos quais são levados para o hospital no farol para serem lobotomizados. Noyce alerta que todos na ilha, incluindo Chuck, estão jogando um jogo elaborado para Teddy.
Teddy se reagrupa com Chuck e sobe os penhascos em direção ao farol. Eles se separam e, mais tarde, Teddy vê o que ele acredita ser o corpo de Chuck nas rochas abaixo. Quando desce, o corpo desapareceu, mas ele encontra uma caverna onde descobre uma mulher escondida, que afirma ser a verdadeira Rachel Solando. Ela afirma que é ex-psiquiatra do hospital que descobriu os experimentos com medicamentos psicotrópicos e lobotomia trans-orbital, na tentativa de desenvolver técnicas de controle da mente. Antes de poder relatar suas descobertas às autoridades, ela se comprometeu à força com Ashecliffe como paciente. Teddy retorna ao hospital, mas não encontra evidências de Chuck estar lá.
Chuck convencido foi levado ao farol, Teddy entra, apenas para descobrir Cawley esperando por ele. Cawley explica que Daniels é na verdade Andrew Laeddis, o "paciente mais perigoso", encarcerado na ala C por assassinar sua esposa maníaca e deprimida, Dolores, depois que ela afogou os filhos. Edward Daniels e Rachel Solando são anagramas de Andrew Laeddis e Dolores Chanal, e a garotinha dos sonhos recorrentes de Laeddis é sua filha Rachel. De acordo com Cawley, os eventos dos últimos dias foram projetados numa conspiração para romper a insanidade de Andrew, ao permitir que ele interpretasse o papel de Teddy Daniels. Os funcionários do hospital fizeram parte do teste, incluindo Lester Sheehan posando como Chuck Aule e uma enfermeira posando como Rachel Solando. As enxaquecas de Andrew eram sintomas de abstinência do medicamento, assim como suas alucinações com a "verdadeira Rachel Solando". Oprimido, Andrew desmaia.
Ele acorda no hospital sob a vigilância de Cawley e Sheehan. Quando questionado, ele diz a verdade de maneira coerente, satisfazendo os médicos. Cawley observa que haviam alcançado esse estado nove meses antes, mas Andrew rapidamente regrediu. Ele alerta que essa será a última chance de Andrew; caso contrário, eles terão que lobotomizá-lo, como ele atacou anteriormente Noyce por chamá-lo pelo seu nome real. Algum tempo depois, Andrew relaxa no terreno do hospital com Sheehan, mas o chama de "Chuck" novamente, dizendo que eles devem deixar a ilha porque coisas ruins estão acontecendo. Sheehan dá um sinal para Cawley e Cawley gesticula para os enfermeiros levarem Andrew para ser lobotomizado. Antes de ser levado embora, Andrew pergunta a Sheehan se seria melhor "viver como um monstro ou morrer como um homem bom?" Um Sheehan atordoado chama Andrew de "Teddy", mas o último não responde ao nome.

## Elenco
- Leonardo DiCaprio .... Edward "Teddy" Daniels / Andrew Laeddis
- Mark Ruffalo .... Chuck Aule / Lester Sheehan
- Ben Kingsley .... Dr. John Crawley
- Emily Mortimer ....Rachel Solando
- Michelle Williams ....Dolores Chanal
- Max Von Sydow ....Dr. Jeremiah Naehring
- Jackie Earle Haley .... George Noyce
- Elias Koteas .... Andrew Laeddis (em visões)
- Patricia Clarkson .... Dr. Rachel Solando
- Ted Levine .... Warden
- John Carroll Lynch .... Subdelegado Warden McPherson
- Christopher Denham .... Peter Breene
- Nellie Sciutto .... Enfermeira Marino
- Curtiss Cook .... Trey Washington
- Tom Kemp .... Ward C. Guard
- Drew Beasley .... Henry
- Joseph McKenna .... Billings
- Damian Zuk .... Elijah Tookey

## Produção
Os direitos do romance Shutter Island, de Dennis Lehane, foram os primeiros a ser escolhidos pela Columbia Pictures em 2003. A Columbia não seguiu com o projeto, que voltou para Lehane, que a vendeu para a Phoenix Pictures. Phoenix contratou Laeta Kalogridis e juntos desenvolveram o filme por um ano. O diretor Martin Scorsese e o ator Leonardo DiCaprio foram atraídos pelo projeto. A produção começou em 6 de março de 2008.
A inspiração de Lehane para o cenário hospitalar e de ilha foi Long Island, no Boston Harbor, que ele havia visitado durante a nevasca de 1978 quando criança com seu tio e sua família.
Shutter Island foi filmado principalmente em Massachusetts, com Taunton sendo o local das cenas de flashback da Segunda Guerra Mundial. Antigos edifícios industriais no Complexo Whittenton Mills de Taunton replicaram o campo de concentração de Dachau. O antigo Hospital Estadual de Medfield, em Medfield, Massachusetts, era outro local importante. As cenas do escritório de Cawley eram o segundo andar da capela durante a tarde da noite. As luzes brilhavam através das janelas para parecer que era de dia. A equipe pintou as paredes de tijolos do hospital para parecerem madeira compensada. Isso serviu ao duplo objetivo de atuar como cenário e bloquear o cenário da vista de uma estrada local. A equipe queria filmar no antigo Hospital Estadual de Worcester, mas a demolição dos prédios vizinhos tornou impossível. O parque estadual de Borderland, em Easton, Massachusetts, foi usado para a cena da cabine. O filme usou a Ilha Peddocks como cenário para a ilha da história. East Point, em Nahant, Massachusetts, foi o local para as cenas dos faróis. As cenas em que Teddy e Chuck são pegos no furacão foram filmadas na Reserva da Montanha Wilson em Dedham, Massachusetts. As filmagens terminaram em 2 de julho de 2008.

## Trilha sonora
Shutter Island: Music from the Motion Picture foi lançada em 2 de fevereiro de 2010 pela Rhino Records. O filme não possui uma trilha sonora original. Em vez disso, Robbie Robertson, colaborador de longa data de Scorsese, criou um conjunto de material gravado anteriormente para usar no filme.
De acordo com uma declaração no site da Paramount: ""A coleção de música clássica moderna [no álbum da trilha sonora] foi selecionada a mão por Robertson, que se orgulha de seu escopo e som. 'Essa pode ser a trilha sonora mais ultrajante e bonita que eu já ouvi'. [Afirmou Robertson]".
A lista completa de faixas do álbum encontra-se abaixo. Todas as obras musicais são apresentadas no final do filme.
Disco 1
1. "Fog Tropes" (Ingram Marshall) – Orchestra of St. Lukes & John Adams
2. "Symphony No. 3: Passacaglia – Allegro Moderato" (Krzysztof Penderecki) – National Polish Radio Symphony & Antoni Wit
3. "Music for Marcel Duchamp" (John Cage) – Philipp Vandré
4. "Hommage à John Cage" – Nam June Paik
5. "Lontano" (György Ligeti) – Wiener Philharmoniker & Claudio Abbado
6. "Rothko Chapel 2" (Morton Feldman) – UC Berkeley Chamber Chorus
7. "Cry" – Johnnie Ray
8. "On the Nature of Daylight" – Max Richter
9. "Uaxuctum: The Legend of the Mayan City Which They Themselves Destroyed for Religious Reasons – 3rd Movement" (Giacinto Scelsi) – Vienna Radio Symphony Orchestra
10. "Quartet for Strings and Piano in A Minor" (Gustav Mahler) – Prazak Quartet

Disco 2
1. "Christian Zeal and Activity" (John Adams) – The San Francisco Symphony & Edo de Waart
2. "Suite for Symphonic Strings: Nocturne" (Lou Harrison) – The New Professionals Orchestra & Rebecca Miller
3. "Lizard Point" – Brian Eno
4. "Four Hymns: II for Cello and Double Bass" (Alfred Schnittke) – Torleif Thedéen & Entcho Radoukanov
5. "Root of an Unfocus" (John Cage) – Boris Berman
6. "Prelude – The Bay" – Ingram Marshall
7. "Wheel of Fortune" – Kay Starr
8. "Tomorrow Night" – Lonnie Johnson
9. "This Bitter Earth"/"On the Nature of Daylight" – Dinah Washington & Max Richter; arrangement by Robbie Robertson

## Gênero
Shutter Island é uma produção de época com menções a diferentes filmes dos gêneros noir e terror, prestando homenagem aos trabalhos de Alfred Hitchcock. Scorsese afirmou em uma entrevista que a principal referência a Teddy Daniels era o personagem de Dana Andrews em Laura, e que ele também foi influenciado por vários filmes de zumbi de baixo orçamento da década de 1940, feitos por Val Lewton. O quadro principal da trama se assemelha ao de The Ninth Configuration, de William Peter Blatty, bem como ao O Gabinete do Dr. Caligari. La Croix observou que Shutter Island era um trabalho "complexo e intrigante", que se emprestava de gêneros tão diversos quanto detetive, fantasia e suspense psicológico.
Houve opiniões divergentes sobre o final do filme, nas quais Laeddis pergunta ao Dr. Sheehan: "[O] que seria pior – viver como um monstro ou morrer como um bom homem?", uma linha que não aparece no livro. O professor James Gilligan, da Universidade de Nova York, foi conselheiro psiquiátrico de Scorsese, e ele disse que as últimas palavras de Laeddis significam: "Eu me sinto muito culpado para continuar vivendo. Na verdade, não vou cometer suicídio, mas vou cometer suicídio vicariamente, entregando-me a essas pessoas que vão me lobotomizar". Dennis Lehane, no entanto, disse: "Pessoalmente, acho que ele tem um flash momentâneo. ... É apenas um momento de sanidade misturado no meio de todas as outras ilusões".

## Lançamento

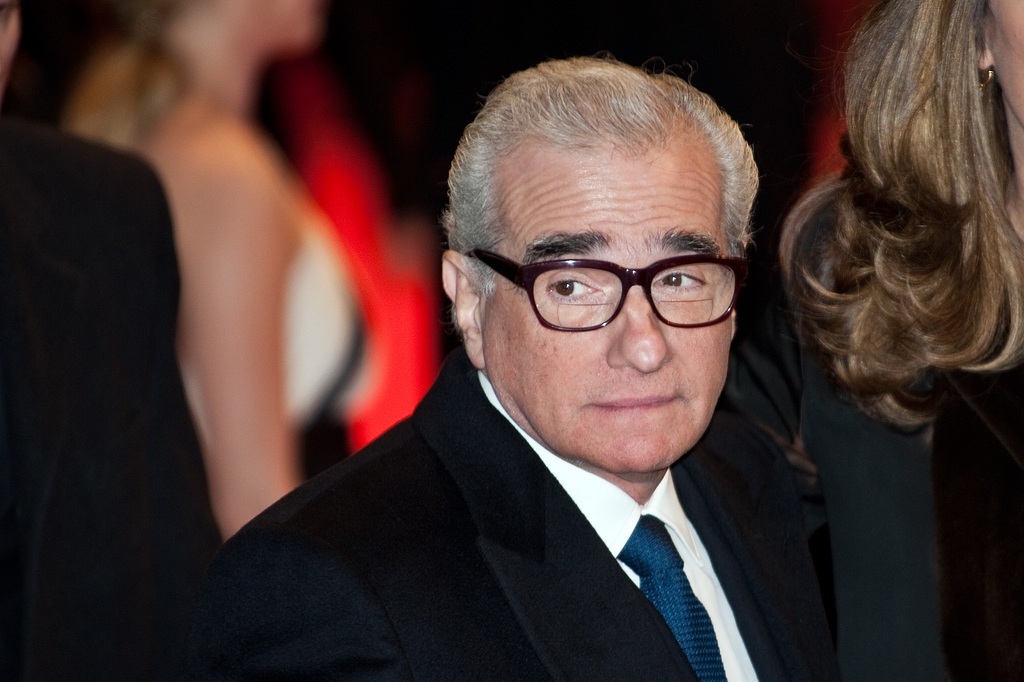
Martin Scorsese na estreia de Shutter Island no 60º Festival Internacional de Cinema de Berlim

O filme estava programado para ser lançado pela Paramount Pictures nos Estados Unidos e no Canadá em 2 de outubro de 2009. A Paramount anunciou mais tarde que adiaria a data de lançamento para 19 de fevereiro de 2010. Os relatórios atribuem o atraso a Paramount não tendo "o financiamento em 2009 para gastar US$50 a US$60 milhões necessários para comercializar um filme de grandes prêmios como este", a indisponibilidade de DiCaprio para promover o filme internacionalmente e a esperança da Paramount de que a economia se recupere o suficiente até fevereiro de 2010, para que um filme voltado para o público adulto seja mais viável financeiramente.
O filme estreou no 60º Festival Internacional de Cinema de Berlim como parte da exibição do concurso em 13 de fevereiro de 2010. O distribuidor espanhol Manga Films distribuiu o filme na Espanha depois de vencer uma guerra de lances que supostamente alcançou os US$6 milhões a US$8 milhões de alcance.

## Recepção da crítica
Rotten Tomatoes atribui ao filme uma classificação de aprovação de 68% com base em 255 avaliações, com uma classificação média de 6.64/10. O consenso crítico do site diz: "Pode não estar de acordo com o melhor trabalho de Scorsese, mas as emoções alegres e sem desculpas de Shutter Island representam o diretor da maneira mais irrestrita". Em Metacritic, o filme recebeu uma pontuação média ponderada de 63 em 100, com base em 37 críticos, indicando "críticas geralmente favoráveis". O público pesquisado pelo CinemaScore atribuiu ao filme uma nota média de "C+", na escala F a A +.

### Bilheteria
O filme estreou em primeiro lugar nas bilheterias dos EUA, com US$41 milhões, segundo estimativas do estúdio. O filme deu a Scorsese sua melhor estreia de bilheteria até agora. O filme permaneceu em primeiro lugar em seu segundo final de semana, com US$22,2 milhões. Eventualmente, ele arrecadou US$294,803,014 e se tornou o segundo filme de maior bilheteria de Scorsese.

### Mídia doméstica
Shutter Island foi lançado em DVD e Blu-ray em 8 de junho de 2010, nos EUA e em 2 de agosto de 2010, no Reino Unido. O lançamento no Reino Unido apresentou duas edições - uma edição padrão e uma edição limitada.

## Outras Mídias

### Série de TV
Em agosto de 2014, a Paramount Television e a HBO estariam discutindo uma série de TV chamada Ashecliffe, que servirá como uma história de origem para o filme.

## Jogos eletrônicos
Um videogame baseado no filme foi lançado para Nintendo DS e PC.